# Sharp X1 Turbo
Sharp X1 Turbo (X1 Turbo) је био кућни рачунар фирме Шарп (Sharp) који је почео да се производи у Јапану од 1984. године.
Користио је Sharp Z80 A као микропроцесор. РАМ меморија рачунара је имала капацитет од 64 KB. 
Као оперативни систем кориштен је S-OS.

## Детаљни подаци
Детаљнији подаци о рачунару X1 Turbo су дати у табели испод.
|                       |                                                                       |
| [ 1 ]                 |                                                                       |
| Произвођач            | Шарп                                                                  |
| Тип                   | кућни рачунар                                                         |
| Меморија              | 64                                                                    |
| Поријекло             | Јапан                                                                 |
| Година                | 1984                                                                  |
| Тастатура             | одвојена тастатура са пуним помаком тастера, са нумеричком тастатуром |
| Процесор              |                                                                       |
| Фреквенција процесора | 4                                                                     |
| RAM                   | 64                                                                    |
| ROM                   | 128 + 40                                                              |
| Текст                 | 20 / 40 / 80 x 10 / 12 / 20 / 25                                      |
| Графика               | 320 x 200 / 640 x 200 / 320 x 400 / 640 x 400                         |
| Боја                  | 8                                                                     |
| Звук                  | 3 гласа                                                               |
| Димензије             | главна јединица: 390(ширина) x 390(дубина) x 108(висина) / 11         |
| Портови               |                                                                       |
| Оперативни систем     |                                                                       |